# Boorvliegen
Boorvliegen (Tephritidae) zijn een familie van insecten uit de orde vliegen en muggen of tweevleugeligen (Diptera). Ze worden ook wel fruitvliegen genoemd, maar de bekende soorten fruitvliegen uit het geslacht Drosophila behoren tot een andere familie. 

## Kenmerken
Boorvliegen onderscheiden zich van deze soorten en van andere insecten door de mooie tekeningen van vlekken, banden of zigzagstrepen op de vleugels, waardoor ze op het eerste gezicht op een springspin kunnen lijken. Zij danken hun naam aan het feit dat de vrouwtjes de eitjes in een plant leggen met behulp van hun puntige legboor, die vaak langer is dan de rest van het lichaam. De lichaamslengte bedraagt maximaal 1,5 cm.

## Leefwijze
Een aantal soorten, maar lang niet allemaal, is als larve een bladmineerder en graaft gangen in bladeren die ook wel mijnen worden genoemd. Andere soorten leven parasitair op andere insecten. Volwassen vliegen voeden zich met plantensappen en vocht uit rottend materiaal. De larven zijn herbivoor.

## Voortplanting
De eieren worden apart of groepsgewijs afgezet onder de schil van vruchten.

## Verspreiding en leefgebied
Deze familie komt wereldwijd voor op allerlei planten en op rottend organisch materiaal.

## Schadelijkheid
Enkele soorten soorten staan bekend als plaagsoorten van fruitbomen. Daaronder Rhagoletis pomonella in Noord-Amerika, de kersenvlieg (Rhagoletis cerasi), die ook in België voorkomt, en Ceratitis capitata, een soort uit Zuid-Europa, die via transport in noordelijker streken terecht is gekomen. Ze tasten zoals hun naam doet vermoeden voornamelijk de kerselaar aan, maar ook andere Rosaceae, en larven worden soms in rozenbottels gevonden.

## Taxonomie
De volgende onderfamilies zijn bij de familie ingedeeld:
- Blepharoneurinae (5 geslachten, 66 soorten)
- Dacinae (41 geslachten, 1066 soorten)
- Phytalmiinae (95 geslachten, 331 soorten)
- Tachiniscinae (8 geslachten, 18 soorten)
- Tephritinae (211 geslachten, 1859 soorten)
- Trypetinae (118 geslachten, 1012 soorten)

Daarnaast zijn de volgende taxa niet bij een onderfamilie ingedeeld (totaal 32 soorten):
- Geslacht Oxyphora
- Geslacht Pseudorellia
- Geslacht Stylia

## In Nederland voorkomende soorten
- Genus: Acanthiophilus
  - Acanthiophilus helianthi - (Saffloerboorvlieg)
- Genus: Acidia
  - Acidia cognata - (Hoefbladboorvlieg)
- Genus: Acinia
  - Acinia corniculata - (Grote knoopkruidboorvlieg)
- Genus: Anomoia
  - Anomoia purmunda - (Meidoornboorvlieg)
- Genus: Campiglossa
  - Campiglossa absinthii - (Kleine bijvoetboorvlieg)
  - Campiglossa argyrocephala - (Okselknopboorvlieg)
  - Campiglossa loewiana - (Gele guldenroedeboorvlieg)
  - Campiglossa malaris - (Gevlekte kruiskruidboorvlieg)
  - Campiglossa misella - (Donkere alsemboorvlieg)
  - Campiglossa plantaginis - (Zulteboorvlieg)
  - Campiglossa producta - (Gevlekte composietenboorvlieg)
- Genus: Ceratitis
  - Ceratitis capitata - (Middellandse-Zeevlieg)
  - Ceratitis cosyra - (Mangoboorvlieg)
- Genus: Chaetorellia
  - Chaetorellia jaceae - (Kleine knoopkruidboorvlieg)
- Genus: Chaetostomella
  - Chaetostomella cylindrica - (Gebandeerde composietenboorvlieg)
- Genus: Chetostoma
  - Chetostoma curvinerve - (Borstelbekboorvlieg)
  - Chetostoma stackelbergi - (Kortborstelbekboorvlieg)
- Genus: Dacus
  - Dacus siliqualactis
- Genus: Dioxyna
  - Dioxyna bidentis - (Tandzaadboorvlieg)
- Genus: Dithryca
  - Dithryca guttularis - (Donkere duizendbladboorvlieg)
- Genus: Ensina
  - Ensina sonchi - (Ongevlekte composietenboorvlieg)
- Genus: Euleia
  - Euleia heraclei - (Grote schermbloemboorvlieg of selderijvlieg)
  - Euleia rotundiventris - (Kleine schermbloemboorvlieg)
- Genus: Euphranta
  - Euphranta connexa - (Witte-engbloemboorvlieg)
  - Euphranta toxoneura - (Wilgengalboorvlieg)
- Genus: Goniglossum
  - Goniglossum wiedemanni - (Heggenrankboorvlieg)
- Genus: Heringina
  - Heringina guttata - (Zwartpuntboorvlieg)
- Genus: Merzomyia
  - Merzomyia westermanni - (Jakobskruiskruidboorvlieg)
- Genus: Myoleja
  - Myoleja lucida - (Rode-kamperfoelieboorvlieg)
- Genus: Myopites
  - Myopites apicatus - (Heelblaadjesboorvlieg)
- Genus: Noeeta
  - Noeeta pupillata - (Havikskruidboorvlieg)
- Genus: Orellia
  - Orellia falcata - (Morgensterboorvlieg)
- Genus: Oxyna
  - Oxyna flavipennis - (Grote duizendbladboorvlieg)
  - Oxyna nebulosa - (Margrietboorvlieg)
  - Oxyna parietina - (Bijvoetboorvlieg)
- Genus: Philophylla
  - Philophylla caesio - (Brandnetelboorvlieg)
- Genus: Platyparea
  - Platyparea discoidea - (Klokjesboorvlieg)
- Genus: Plioreocepta
  - Plioreocepta poeciloptera - (Aspergeboorvlieg)
- Genus: Rhagoletis
  - Rhagoletis alternata - (Smalband-rozenboorvlieg)
  - Rhagoletis batava - (Duindoornboorvlieg)
  - Rhagoletis cerasi - (Europese kersenboorvlieg)
  - Rhagoletis cingulata - (Oost-Amerikaanse kersenboorvlieg)
  - Rhagoletis completa - (Walnootboorvlieg)
  - Rhagoletis indifferens
  - Rhagoletis meigenii - (Berberisboorvlieg)
- Genus: Sphenella
  - Sphenella marginata - (Gebandeerde kruiskruidboorvlieg)
- Genus: Tephritis
  - Tephritis acanthiophilopsis
  - Tephritis angustipennis - (Bertramboorvlieg)
  - Tephritis arnicae - (Valkruidboorvlieg)
  - Tephritis bardanae - (Donkere klitboorvlieg)
  - Tephritis cometa - (Gesterde vederdistelboorvlieg)
  - Tephritis conura - (Moesdistelboorvlieg)
  - Tephritis crepidis - (Groot-streepzaadboorvlieg)
  - Tephritis dioscurea - (Kleine duizendbladboorvlieg)
  - Tephritis fallax - (Ruige-leeuwentandboorvlieg)
  - Tephritis formosa - (Donkere melkdistelboorvlieg)
  - Tephritis hyoscyami - (Grijze distelboorvlieg)
  - Tephritis leontodontis - (Leeuwetandboorvlieg)
  - Tephritis matricariae - (Geelflank streepzaadboorvlieg)
  - Tephritis neesii - (Nees' boorvlieg)
  - Tephritis praecox - (Goudsbloemboorvlieg)
  - Tephritis ruralis - (Muizenoorboorvlieg)
  - Tephritis separata - (Bitterkruidboorvlieg)
  - Tephritis vespertina - (Biggenkruidboorvlieg)
- Genus: Terellia
  - Terellia ceratocera - (Gehoornde boorvlieg)
  - Terellia colon - (Variabele centaurieboorvlieg)
  - Terellia fuscicornis - (Artisjokboorvlieg)
  - Terellia longicauda - (Wollige-distelboorvlieg)
  - Terellia ruficauda - (Gevlekte vederdistelboorvlieg)
  - Terellia serratulae - (Speerdistelboorvlieg)
  - Terellia tussilaginis - (Gele klitboorvlieg)
  - Terellia virens
  - Terellia winthemi - (Kruldistelboorvlieg)
- Genus: Trupanea
  - Trupanea amoena
  - Trupanea stellata - (Kleine stervlekboorvlieg)
- Genus: Trypeta
  - Trypeta artemisiae - (Oranjebruine alsemboorvlieg)
  - Trypeta immaculata - (Oranje composietenboorvlieg)
  - Trypeta zoe - (Tweevormige composietenboorvlieg)
- Genus: Urophora
  - Urophora aprica - (Korenbloemgalboorvlieg)
  - Urophora cardui - (Akkerdistelgalboorvlieg)
  - Urophora cuspidata - (Grote-centauriegalboorvlieg)
  - Urophora jaceana - (Knoopkruidgalboorvlieg)
  - Urophora quadrifasciata - (Centauriegalboorvlieg)
  - Urophora solstitialis - (Distelgalboorvlieg)
  - Urophora stylata - (Vederdistelgalboorvlieg)
- Genus: Xyphosia
  - Xyphosia miliaria - (Akkerdistelboorvlieg)

## Afbeeldingen

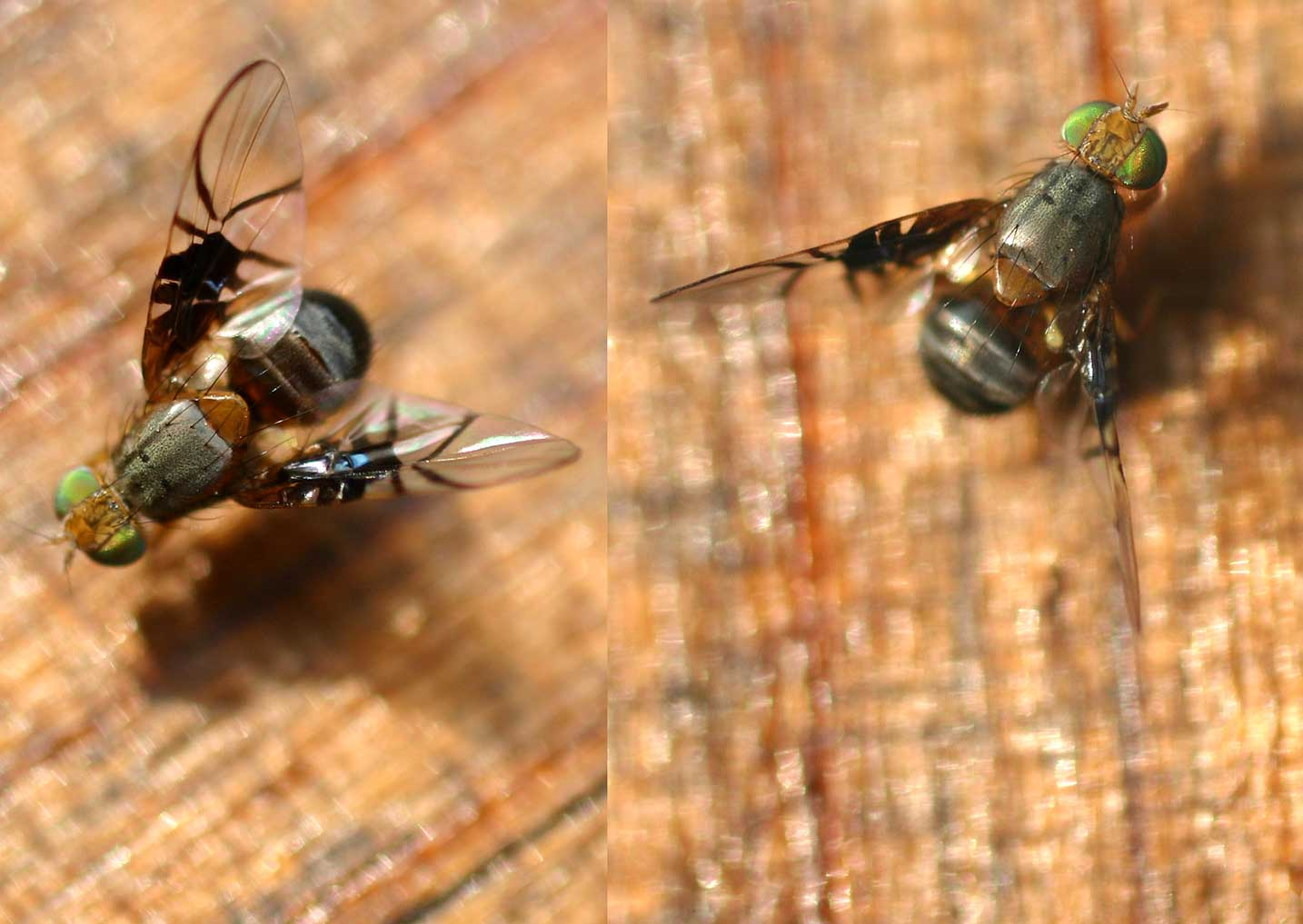
Anomoia purmunda
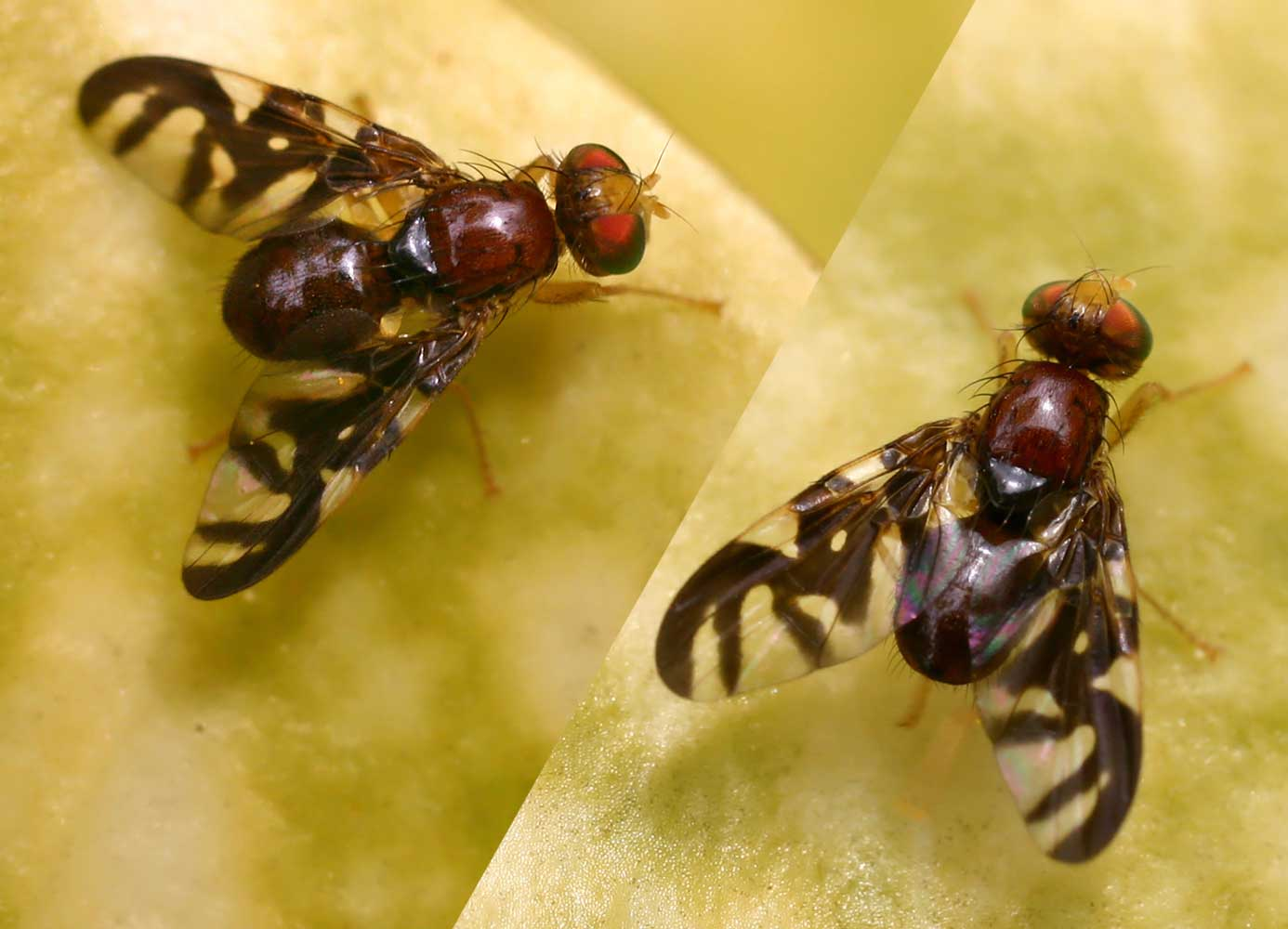
Euleia heraclei
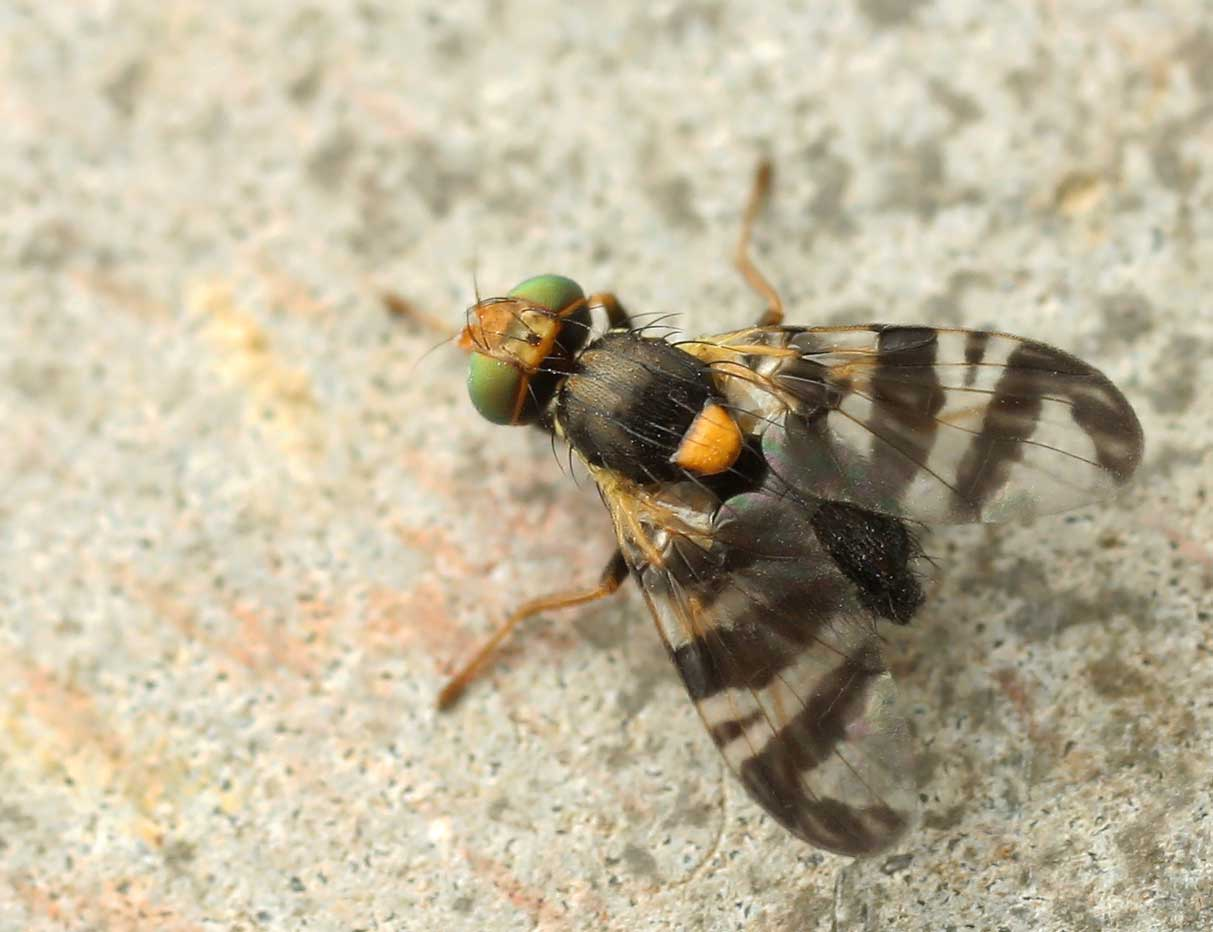
Europese kersenboorvlieg (Rhagoletis cerasi)
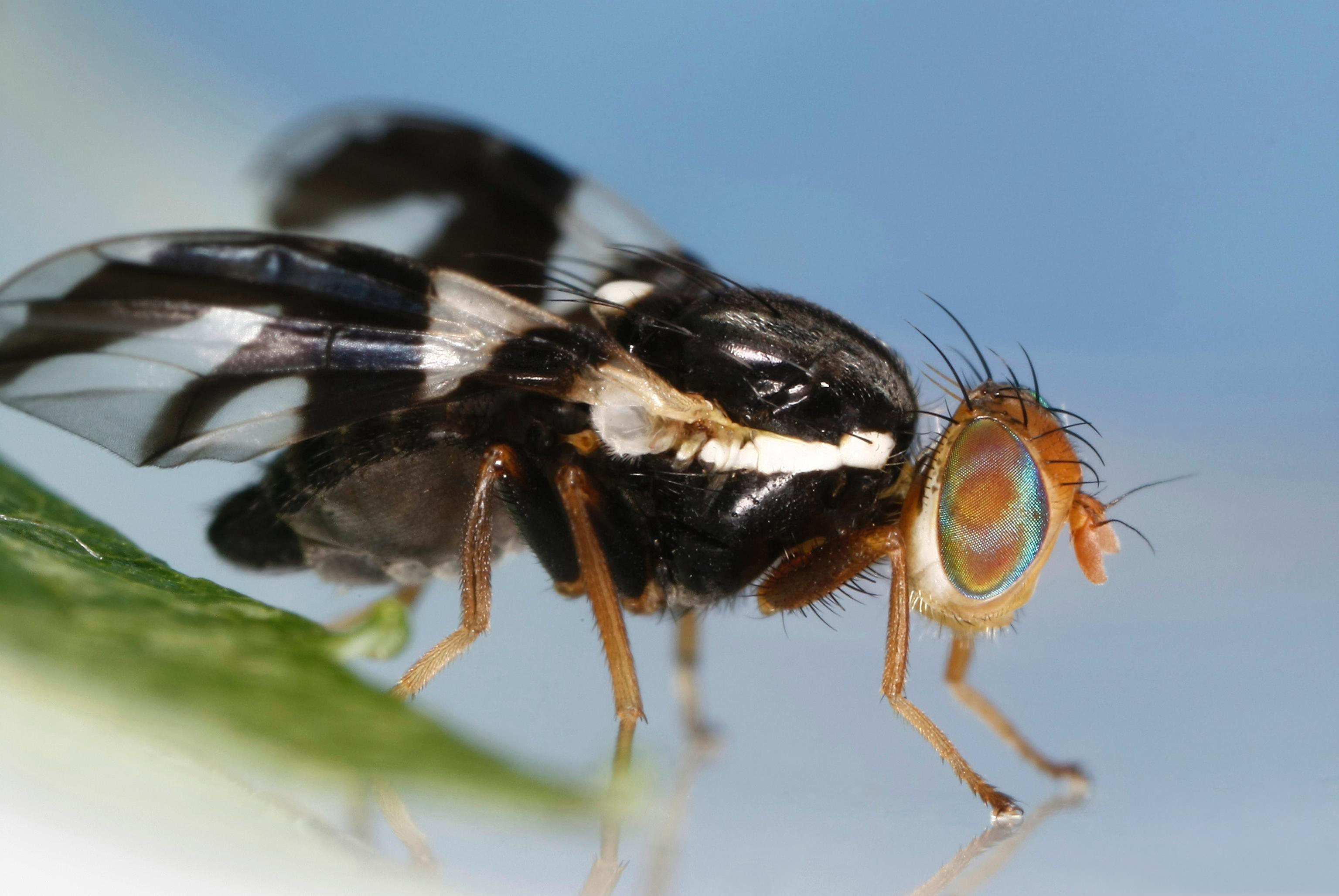
Appelvlieg (Rhagoletis pomonella)
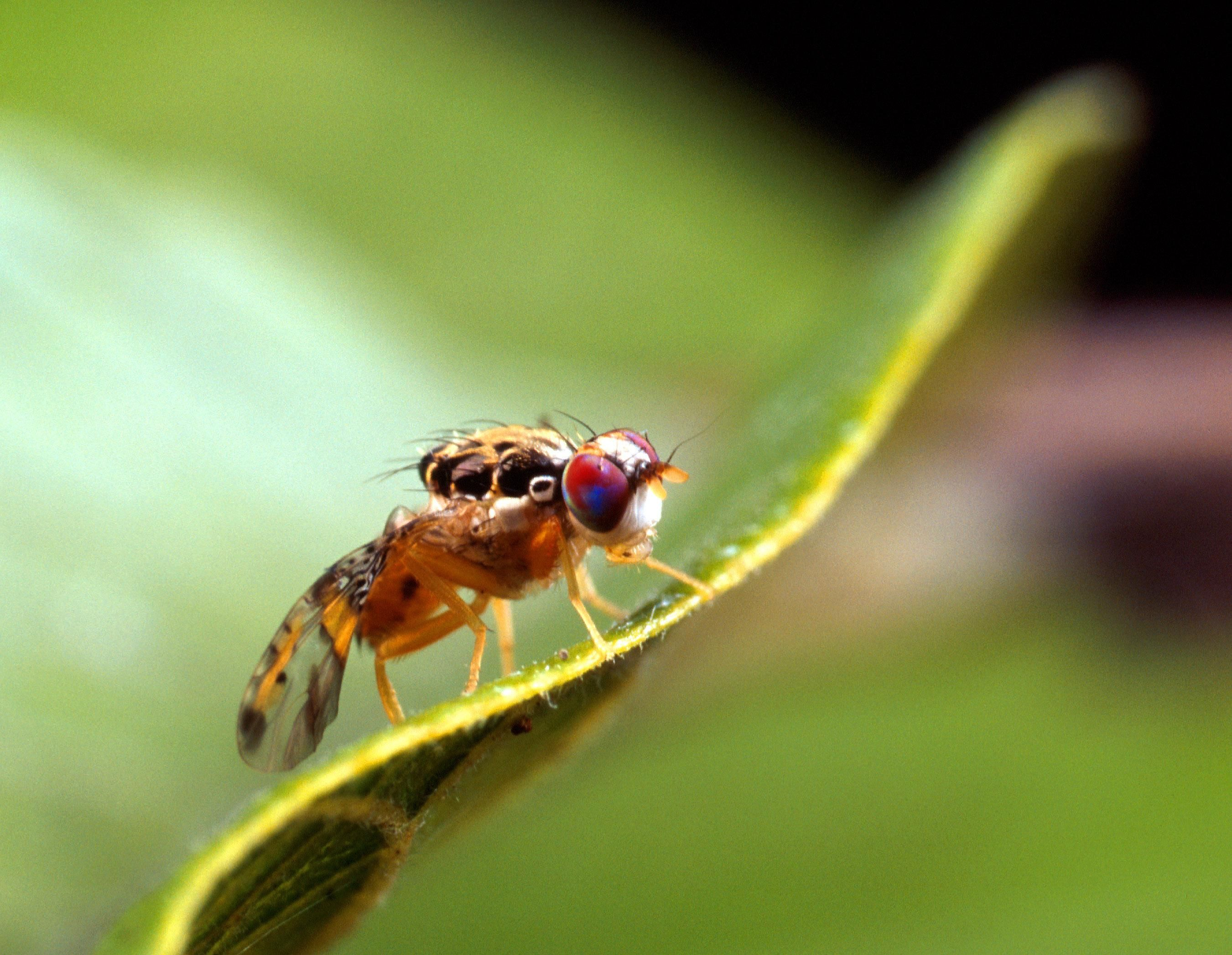
Mediterrane fruitvlieg Ceratitis capitata
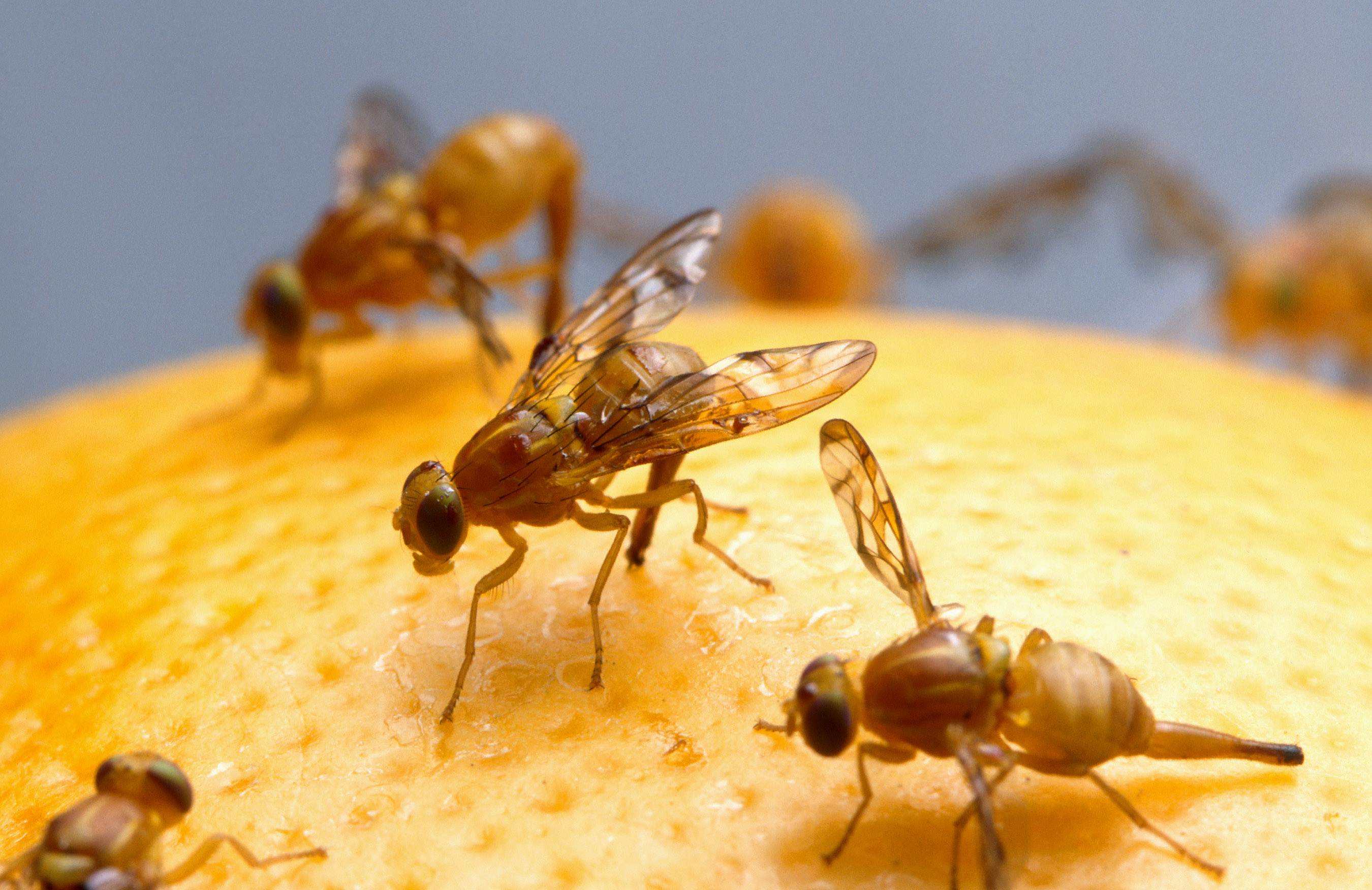
Anastrepha ludens